# Gewelddadig inheems protest tegen gronduitgiftes in Para
Begin mei 2023 kwam het tot een gewelddadig inheems protest tegen gronduitgiftes in Para in Suriname. Deze vond plaats in Pikin Saron en Maripaston en werd veroorzaakt door gronduitgiftes in inheemse gebieden ten behoeve van hout- en goudwinning. Er vielen twee doden en meerdere gewonden.
Belangenorganisatie AWMY, acroniem van A'wore' mary y'ne (De lucht die we inademen), is in 2024 waarnemer tijdens het gerechtelijke proces van twee personen die verdacht worden van strafbare feiten tijdens het protest.

## Protesten
In de laatste weken van april 2023 waren er op verschillende plekken in Para protesten bij goudconcessies van het staatsbedrijf Grassalco, omdat er concessies waren verlengd op gronden die inheemse Surinamers tot hun gebied rekenen. De uitgiften waren gebeurd zonder de lokale bevolking erbij te betrekken.

## Geweldsuitbarsting
Op 2 mei 2023 kwam het tot een uitbarsting in Pikin Saron en werd in de vroege ochtend het politiebureau aangevallen. Het bureau en tien vrachtwagens met boomstammen werden in brand gestoken en ook andere voertuigen vatten vlam of werden doorzeefd met kogels. Bij de aanvallen werden automatische wapens en jachtgeweren gebruikt. In het dorp vielen twee doden en meerdere gewonden. Volgens VIDS zou uit een forensisch rapport van 18 juli 2023 blijken dat de twee slachtoffers door onnodig vuurwapengeweld van de politie zouden zijn omgekomen. Ook de goudconcessie van Grassalco in het nabijgelegen Maripaston werd aangevallen. Een medewerker werd daar neergeschoten en naar het AZP gebracht; enkele andere medewerkers werden gegijzeld. De inheemse opstandelingen dreigden: "Zodra we te Bigi Poika zijn aangekomen worden jullie doodgeschoten. Jullie hebben de inheemsen lang genoeg gepinaard met het grondenrechtenvraagstuk."

## Reacties in De Nationale Assemblée
President Chan Santokhi noemde in De Nationale Assemblée (DNA) de gebeurtenissen een "aanslag op de rechtstaat". Inheemse assembleeleden keurden deze woorden af en vonden dat de president geen medeleven zou tonen en inheemsen zou afschilderen als criminelen. De regering had de dag erna spoedoverleg met de Vereniging Inheemse Dorpshoofden Suriname (VIDS). VIDS, evenmin als OSIP en het lokale gezag, waren vooraf op de hoogte van de gebeurtenissen. VIDS-voorzitter Muriël Fernandes betreurde de situatie en de doden. Tegelijk erkende ze dat het protest nu wel de ruimte voor dialoog creëerde en er eindelijk geluisterd werd. VIDS eiste dat alle gronduitgiften en concessies rondom Pikin Saron voor 5 mei dienden te worden ingetrokken.

## Circulatie van wapens
Op 4 mei deelde Santokhi in DNA mee dat gebruikte wapens uit dezelfde bron komen als de handgranaten onder de auto van journalist Jason Pinas in december 2021, de granaat op de binnenplaats van het Kantongerecht in januari 2023 en de handgranaat en kogels tegen de woning van een luchtvaartondernemer in april 2023.

## Politiek antwoord
Op 5 mei 2023 verklaarde minister Dinotha Vorswijk dat deze regering geen houtconcessies wilde verlengen, maar ze dit in opdracht van de president in zeven gevallen toch gedaan heeft uit economische overwegingen. Ze vertelde dat inmiddels juristen zijn aangetrokken om te onderzoeken of de verlengingen ingetrokken kunnen worden zonder dat het tot rechtszaken komt. Tevens werd op 5 mei het telkens uitgestelde debat begonnen over de Wet Collectieve Rechten Inheemsen en Tribale Volken.

## Rechtszaak
In de rechtszaak die in 2025 loopt worden zeven politieambtenaren aangeklaagd voor hun rol in de escalatie van het geweld.